# Kumlinge
Kumlinge è un comune finlandese di 306 abitanti, situato nella regione delle isole Åland.

## Società

### Lingue e dialetti
Lo svedese è l'unica lingua ufficiale di Kumlinge; 9,1% parlano altre lingue, compreso il finlandese (5,3%). 
| %     | Ripartizione linguistica (gruppi principali) |
| ----- | -------------------------------------------- |
| 90,8% | madrelingua svedese                          |
| 5,3%  | madrelingua finlandese                       |